# 阿南警察署 (徳島県)
阿南警察署（あなんけいさつしょ）は、徳島県警察が管轄する警察署の一つである。

## 所在地
- 徳島県阿南市富岡町トノ町1番地4

## 管轄区域
- 阿南市
- 那賀郡那賀町

## 沿革
- 1954年（昭和29年）7月1日 - 警察法改正により徳島県警察発足。徳島県那賀東警察署となる。
- 1958年（昭和33年）7月8日 - 徳島県阿南警察署に改称[1]。
- 2018年（平成30年）
  - 4月1日 - 長生町駐在所を桑野町駐在所に統合。
  - 12月1日 -  向原町、宝田町、見能林町の3駐在所を併合して、とみおか交番を設置。
- 2020年（令和2年）4月1日 - 那賀警察署を統合。

## 交番
- とみおか交番（阿南市富岡町玉塚30番地3）
- 羽ノ浦町交番（阿南市羽ノ浦町宮倉南浦27番地2）
- 那賀交番（那賀郡那賀町和食郷南川171番地3）

## 駐在所
- 那賀川町南部駐在所（阿南市那賀川町上福井橋本39番地4）
- 那賀川町北部駐在所（阿南市那賀川町色ケ島向原88番地2）
- 大野駐在所（阿南市下大野町柴根81番地7）
- 桑野町駐在所（阿南市桑野町紺屋26番地1）
- 新野町駐在所（阿南市新野町樫房61番地3）
- 椿泊町駐在所（阿南市椿泊町小吹川原48番地）
- 福井町駐在所（阿南市福井町古津160番地8）
- 橘町駐在所（阿南市橘町幸野23番地3）
- 津乃峰町駐在所（阿南市津乃峰町長浜274番地6）
- 那賀町相生駐在所（那賀郡那賀町延野字大原132番地5）
- 那賀町坂州駐在所（那賀郡那賀町木頭字前田52番地4）
- 那賀町平谷駐在所（那賀郡那賀町平谷字寺ノ本4番地4）
- 那賀町出原駐在所（那賀郡那賀町木頭出原字テラモト39番地1）

### かつてあった駐在所
- 長生町駐在所（阿南市長生町松ノ元15番地1）
- 向原町駐在所（阿南市向原町天羽畭65番地11）
- 宝田町駐在所（阿南市宝田町郡12番地7）
- 加茂町駐在所（阿南市加茂町不ケ）
- 見能林町駐在所（阿南市見能林町ふちう14番地5）
- 山口町駐在所（阿南市山口町元長）

## 主な未解決事件
- 徳島自衛官変死事件